# Советское Заполярье
Сове́тское Заполя́рье — общественно-политическая газета Тазовского района Ямало-Ненецкого автономного округа России.

## История
Первый номер газеты вышел 3 января 1940 года под названием «Няръяна Вы» («Красная тундра»). В 1940-х годах газета была весьма популярна — при крайне невысоком населении Ямало-Ненецкого автономного округа, куда ещё не прибыли осваивать нефтегазовые месторождения сотрудники из всего СССР, она выходила тиражом 600—800 экземпляров. Основными темами газеты в эти годы были охота, рыбалка, оленеводство. Позднее к темам газеты добавились добыча газа и нефти, промышленное развитие региона, общебытовые новости.
В конце 1970-х годов газета выходила 3 раза в неделю тиражом 1500 экземпляров. По состоянию на 2000 год, учредителями газеты являлись администрация Тазовского района и администрация Ямало-Ненецкого автономного округа. Газета выходила 2 раза в неделю тиражом 1400 экземпляров на восьми полосах формата А4.

## Современность
По состоянию на август 2022 года, газета продолжала выходить. Учредителем газеты являлась администрация Тазовского района, газета выходила на 2 раза в неделю. Номер от 18 августа 2022 года был выпущен на 24 полноцветных полосах формата А4 тиражом 825 экземпляров.